# Francesco Scavullo

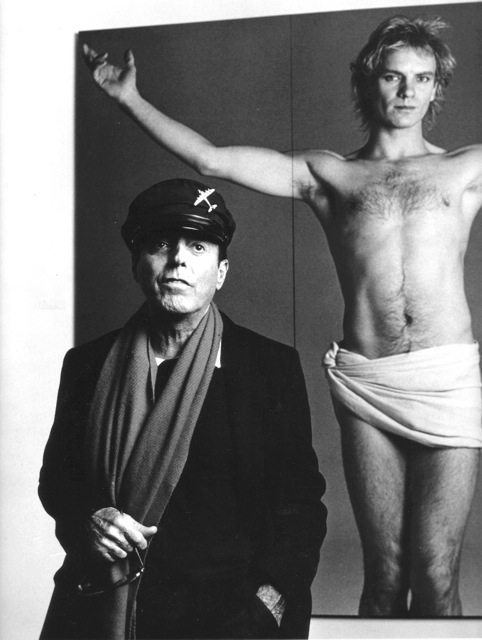
Francesco Scavullo

Francesco Scavullo (* 16. Januar 1921 auf Staten Island; † 6. Januar 2004) war US-amerikanischer Modephotograph, der besonders durch seine Bilder auf der Titelseite des Cosmopolitan bekannt wurde.

## Leben und Schaffen
Scavullo arbeitete über dreißig Jahre als Titelfotograf für das Cosmopolitan. Bis in das Detail (von der Auswahl bis zur Kleidung des Fotomodells) bestimmte er das Geschehen im Studio. Sowohl Frauen- wie auch Männerakte schuf er. Eine seiner bekannten Arbeiten ist die Darstellung von 1975 der damals 10 Jahre alten Brooke Shields, auf der das Model wie eine erwachsene Frau wirkt. Einer seiner Lehrer war Horst P. Horst. Er fotografierte auch die Bilder für das Schallplattencover des Albums Dynasty der Band Kiss.
Bekannte Modelle von  Scavullo waren unter anderem Madonna, Grace Kelly und Diana Ross.

## Quelle
- Gestorben: Francesco Scavullo. In: Der Spiegel. 04/2004, S. 162.